# Dirlenbach
Dirlenbach ist ein Stadtteil von Freudenberg im Siegerland.

## Geografie
Dirlenbach liegt im Tal des Dirlenbachs, eines rechten Zuflusses des Fischbachs, der wiederum in die Asdorf mündet. Der Ort liegt auf einer Höhe zwischen 270 und 300 m ü. NN. Berge in der Umgebung sind der Wellersberg mit 361,4 m Höhe im Nordwesten oder der Krögelsberg mit 356,8 m Höhe im Norden oder der Ziegenberg mit 342,6 m Höhe im Süden.
Nachbarorte von Dirlenbach sind Freudenberg und Oberheuslingen im Norden, Oberfischbach im Osten, Niederndorf und Niederfischbach (Landkreis Altenkirchen) im Süden sowie Oberasdorf im Westen.

## Geschichte
Dirlenbach wurde am 24. Februar 1342 erstmals urkundlich als „Derlebach“ erwähnt.
Der Ort, bis dahin eine eigenständige Gemeinde im Amt Freudenberg, wurde zum 1. Januar 1969 im Zuge der kommunalen Gebietsreform nach Freudenberg eingemeindet.

### Einwohnerzahlen
Einwohnerzahlen des Ortes:
| Jahr | Einwohner |
| ---- | --------- |
| 1818 | 73        |
| 1885 | 104       |
| 1895 | 137       |
| 1905 | 108       |
| 1910 | 127       |
| 1925 | 134       |

| Jahr | Einwohner |
| ---- | --------- |
| 1933 | 129       |
| 1939 | 135       |
| 1950 | 246       |
| 1961 | 294       |
| 1967 | 360       |
| 1994 | 374       |

| Jahr | Einwohner |
| ---- | --------- |
| 2000 | 369       |
| 2008 | 376       |
| 2010 | 367       |
| 2011 | 369       |
| 2017 | 329       |
| 2018 | 336       |

| Jahr | Einwohner |
| ---- | --------- |
| 2019 | 337       |
| 2020 | 340       |
| 2021 | 334       |
| 2022 | 333       |

## Infrastruktur und Verkehrsanbindung
Dirlenbach liegt an der Kreisstraße 1. Diese führt von der westlich von Niederndorf gelegenen Landstraße durch Niederndorf und knickt dort nach Norden in Richtung Dirlenbach ab. Westlich vom Ort trifft die Straße auf die L 280, die südlich zur Umgehungsstraße, ähnlich der HTS, ausgebaut ist.
In Dirlenbach gibt es zwei Haltestellen: Dirlenbach Ort und Dirlenbach Siedlung.
Die Buslinie R40 verkehrt Werktags und am Wochenende stündlich nach Freudenberg und nach Siegen.

## Wirtschaft
In Dirlenbach gibt es ein Busunternehmen und die metallverarbeitende Firma Uebach.

## Sonstiges
Politisch vertreten wird der Ort im Stadtrat durch ein aus den Reihen des Stadtrates von Freudenberg gewähltes Mitglied.
In Dirlenbach gibt es einen Briefkasten der Montag–Samstag täglich geleert wird.